# 比亚里茨犹太会堂

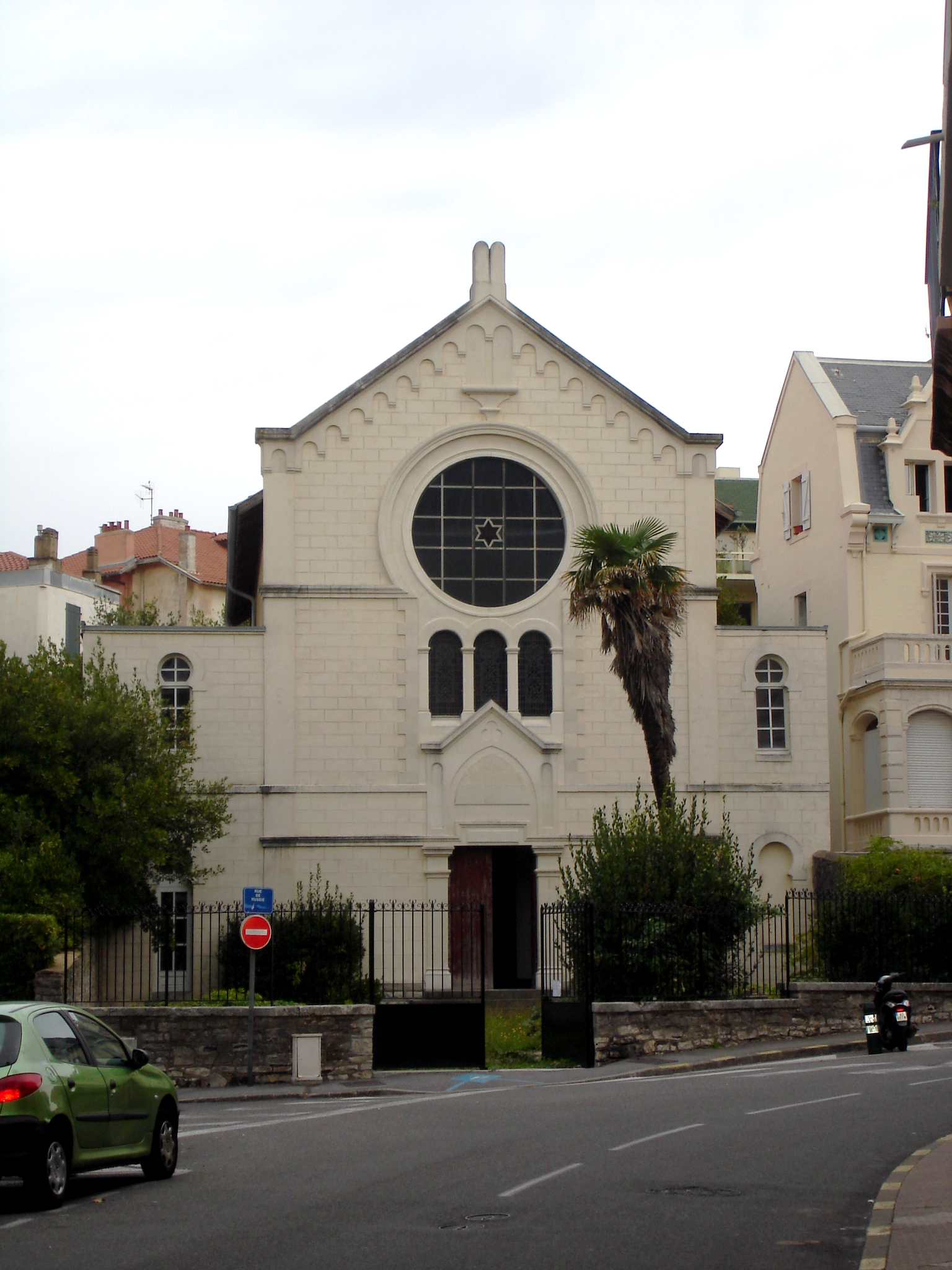

比亚里茨犹太会堂（Synagogue de Biarritz）是一座犹太会堂，位于法国新阿基坦大区大西洋比利牛斯省比亚里茨的佩洛特街（rue Pellot）9号，于1904年落成，目前正在进行重大修复。自1995年，出于安全原因关闭，2012年夏季重新开放。

## 历史
在相距不到15公里的城市巴约讷，犹太人拥有悠久的居留历史。他们是根据1492年阿罕布拉法令，从葡萄牙和西班牙驱逐出来的犹太人。1750年，在巴约讷以北，有3500名犹太人，占巴约讷及其郊区人口的四分之一。他们是塞法迪犹太人，遵守特别的葡萄牙礼仪。在接下来的几个世纪里，由于许多家庭出于经济原因和同化，而离开前往法国其他城市，巴约讷的犹太人数量减少，到20世纪初，只剩下几百人，由1847年创立的巴约讷以色列会堂负责整个地区的犹太教事务，包括比亚里茨在内。
19世纪初，比亚里茨还只是一个很小的渔港。在法兰西第二帝国时期，主要是因为皇后对这座城市的热爱，将其作为度假胜地，比亚里茨成为著名海滨度假胜地和温泉度假胜地，吸引了许多来自法国和其他欧洲国家的贵族和富豪家庭，在此建造宏伟的别墅。其中有许多犹太人，包括波利亚科夫家族、塞缪尔兄弟、金融家雅各布和俄罗斯铁路巨头拉扎尔，他被沙皇封为爵士，为俄罗斯服务。19世纪末，比亚里茨的犹太度假客人估计为300人，而比亚里茨本身大约有100 名犹太居民（1898年的议会普查）。在犹太教节日期间，他们在巴约讷犹太会堂或小型私人祈祷室参加礼拜。
1895年，巴约讷犹太公会接到在比亚里茨建造小型犹太会堂的申请后，担心巴约讷犹太社区受到削弱，长期以来一直犹豫是否支持建设，先是尝试阻止，然后放慢项目，同时试图保持对它的控制。主要捐助者拉扎尔·波利亚科夫（Lazare Poliakov）要求在比亚里茨俄国教堂旁边建造犹太会堂，经过与法国政府的多次谈判，收购一块土地。1904年8月17日收购契约在巴约讷公证人办公室签署，总金额为18230.45法郎。
1896年，巴约讷的建筑师查尔斯帕斯基尔（Charles Pasquier）绘制了犹太教堂的计划，他是比亚里茨市政赌场的设计者之一。他没能看到计划的实现，1903年1月2日，他在公寓里窒息而死。
1904年9月7日，在购买土地后不到一个月，犹太会堂正式落成。巴约讷公会的主要成员、捐助者、图卢兹、波尔多和巴黎犹太社区的知名人士以及许多天主教客人参加了仪式。巴约讷的大拉比埃米尔·莱维 (Émile Lévy) 在祈祷和歌曲之后发表演讲。

## 建筑
犹太会堂的立面以东方风格建造，分为三个部分。在中心区域，门上方有一个三重窗，山墙区域上方有一个大圆窗，中间有大卫之星。

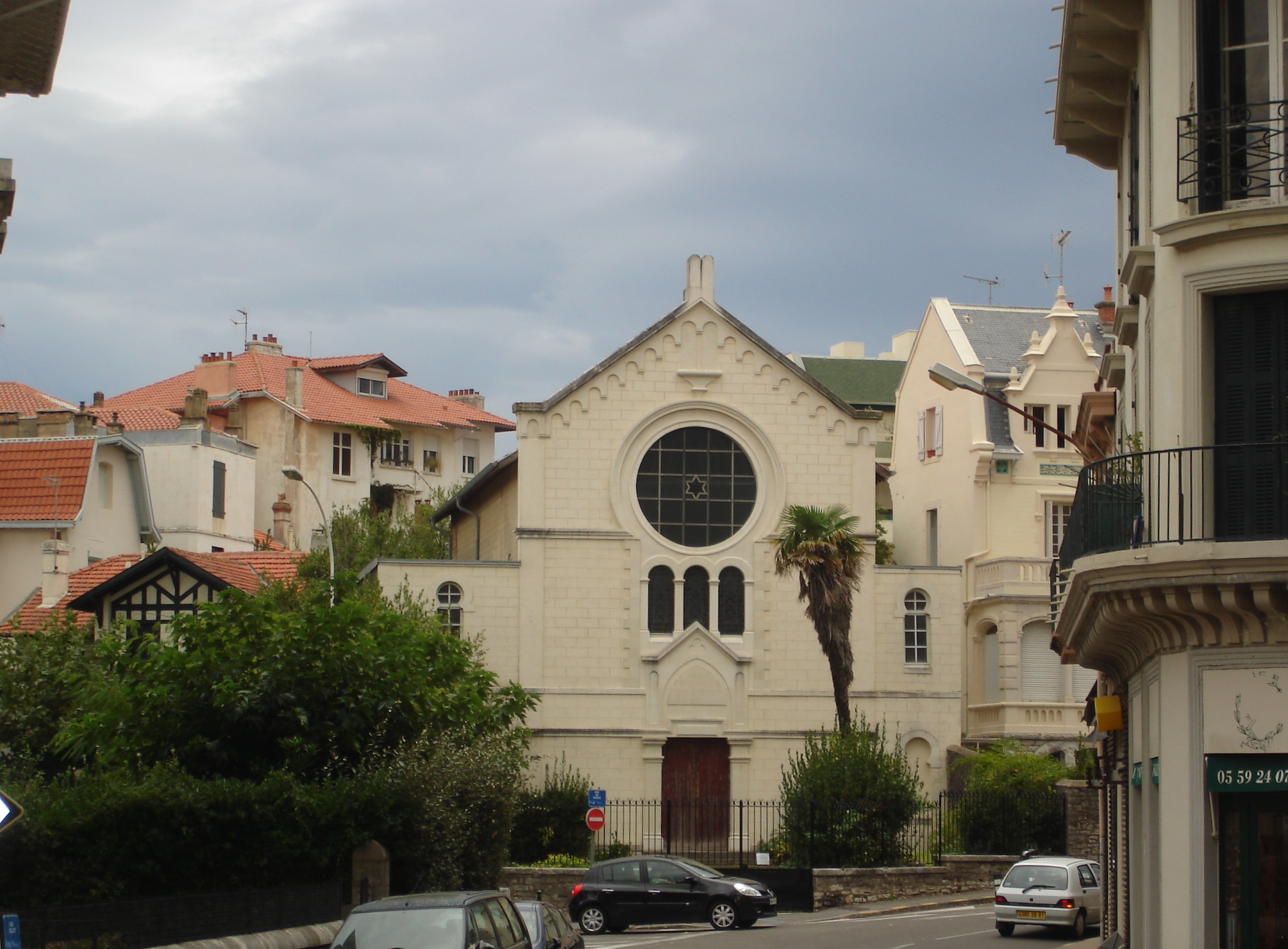
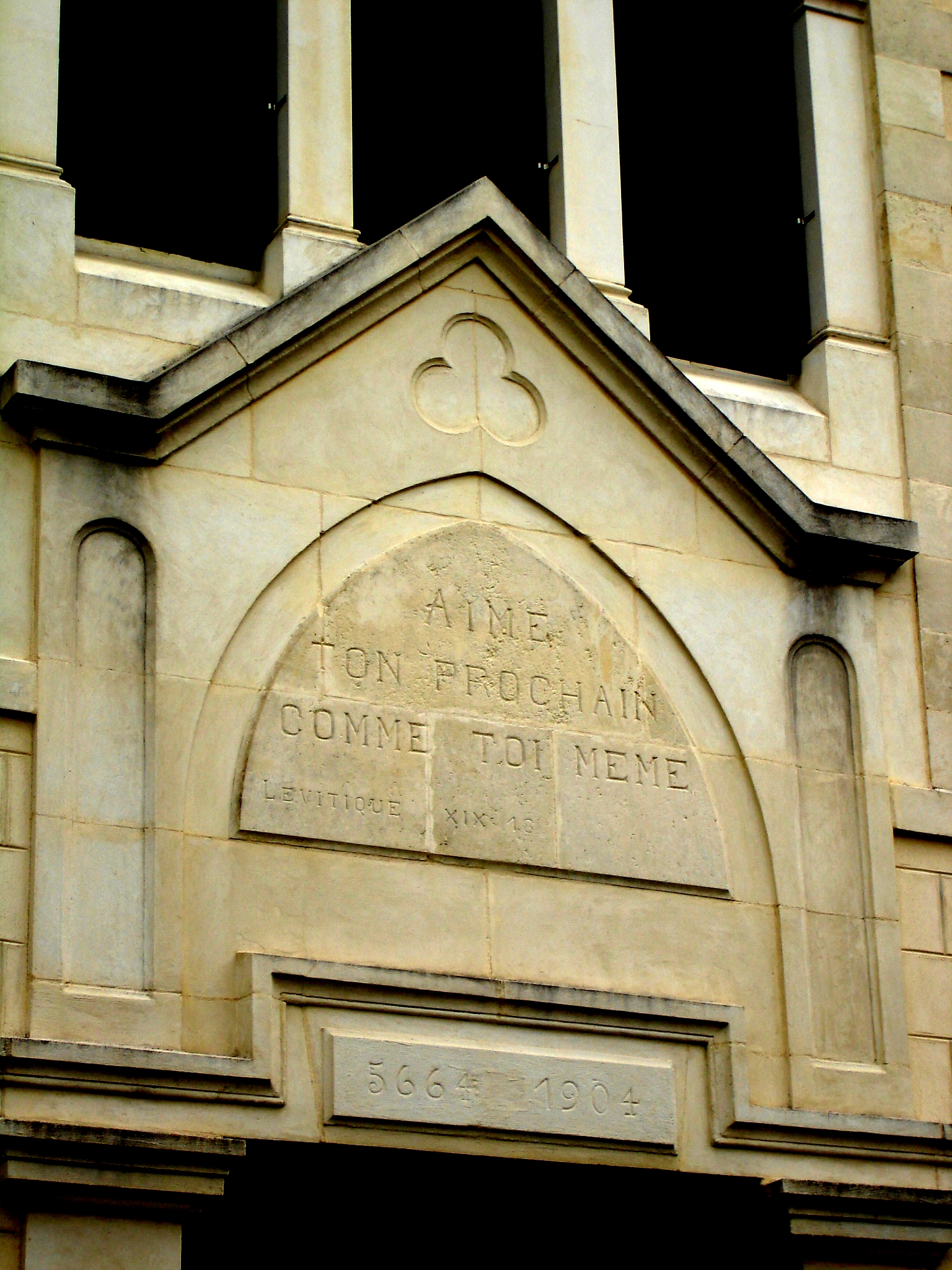
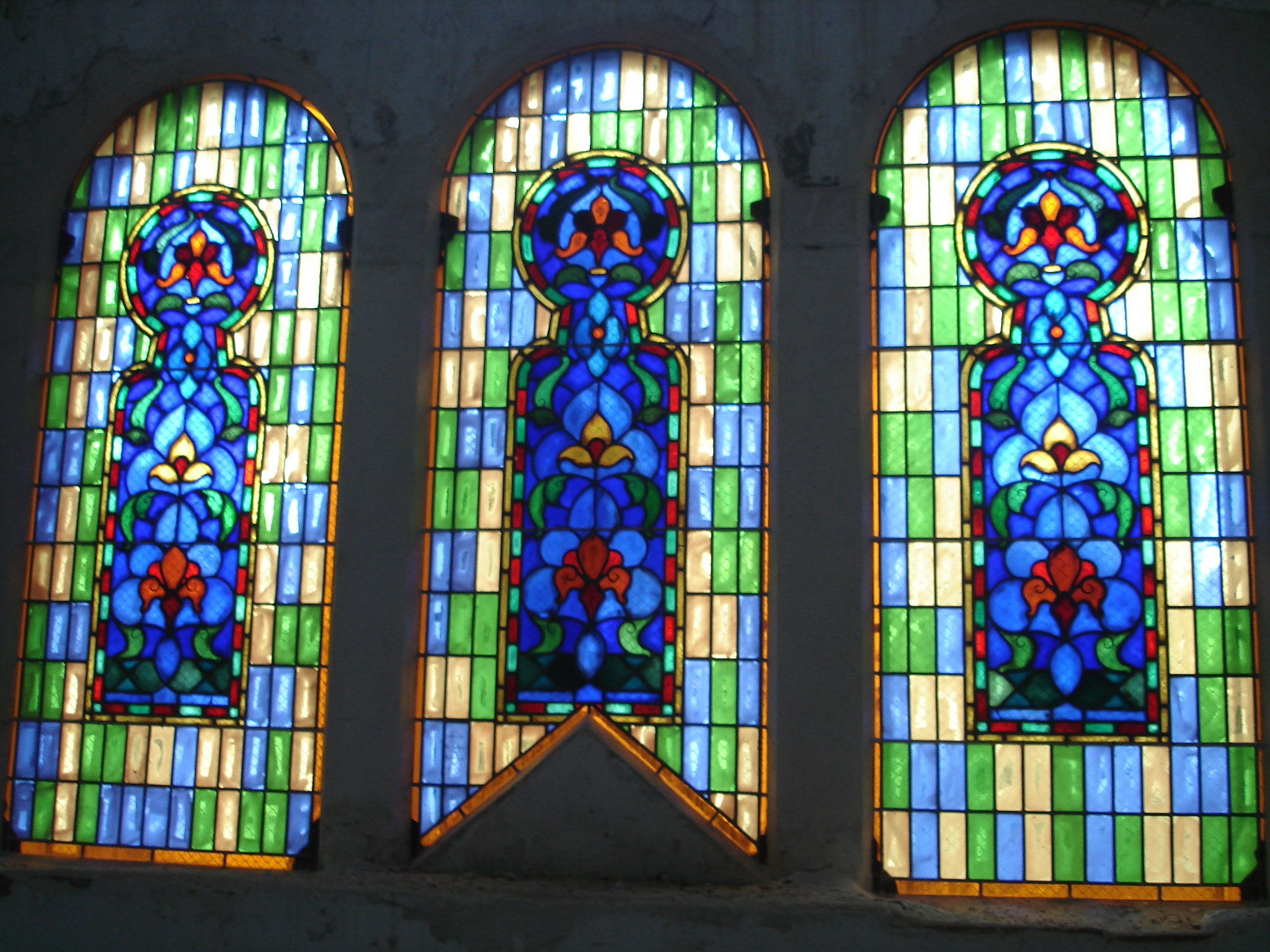
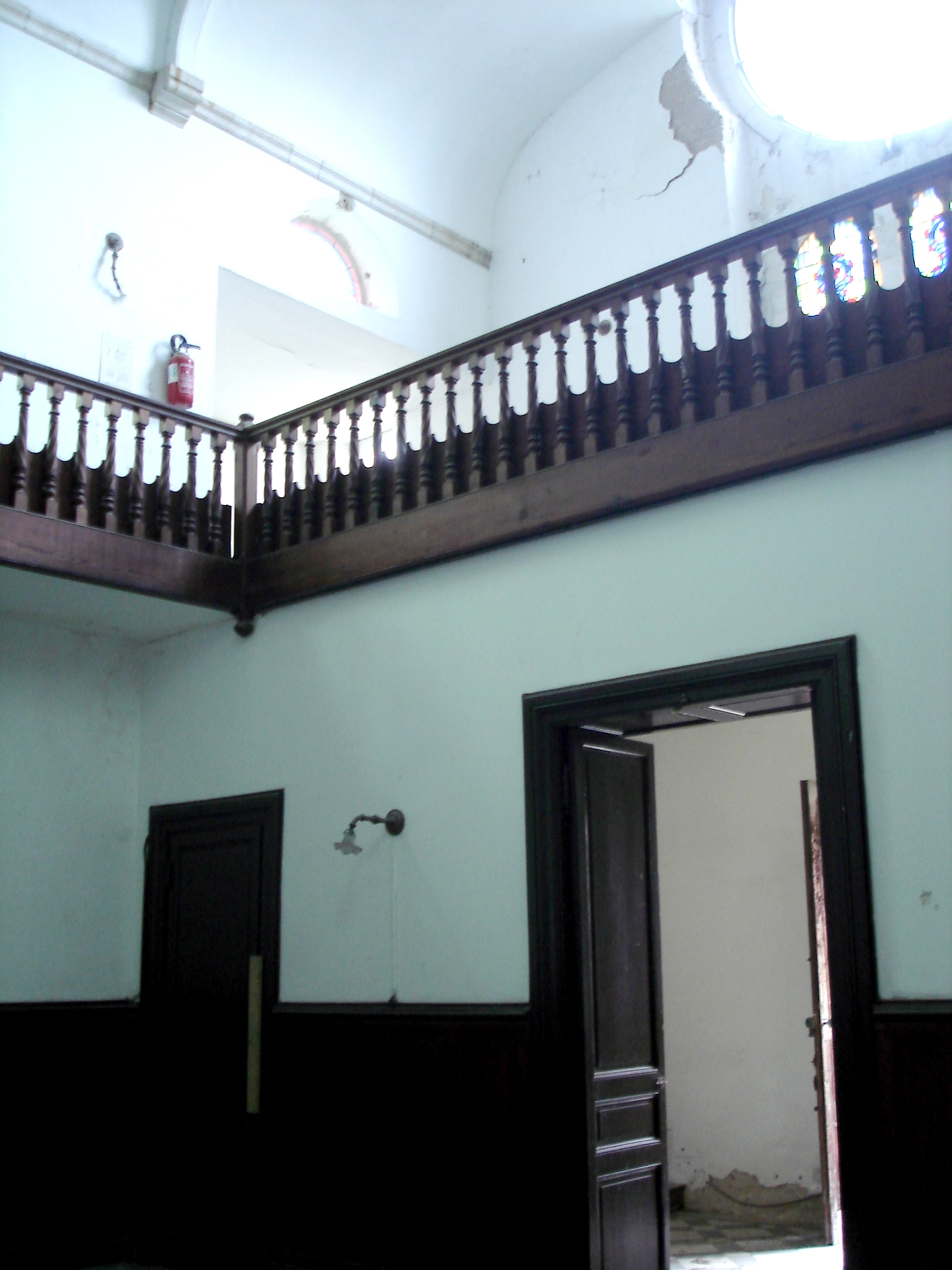

1. ↑  La revue mensuelle L'Univers israélite du 10 septembre 1904.
2. ↑  La revue mensuelle : Archives israélites du 15 septembre 1904
3. ↑  L'hebdomadaire : La Gazette des Pyrénées du 9 au 15 septembre 1904.